# Microrhopala vittata
Microrhopala vittata är en skalbaggsart som först beskrevs av Fabricius 1798.  Microrhopala vittata ingår i släktet Microrhopala och familjen bladbaggar. Inga underarter finns listade i Catalogue of Life.

## Bildgalleri

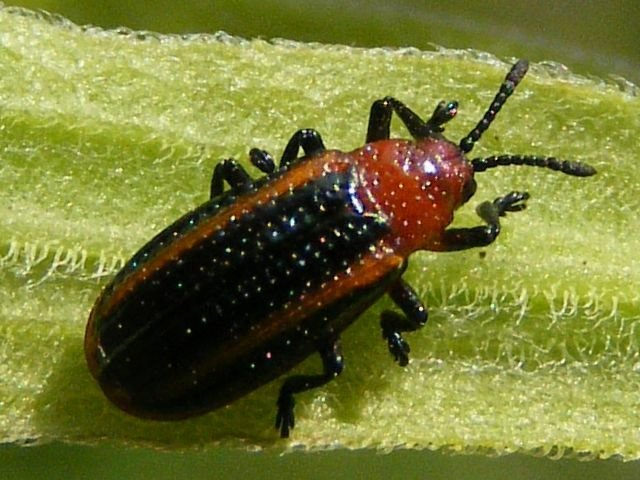
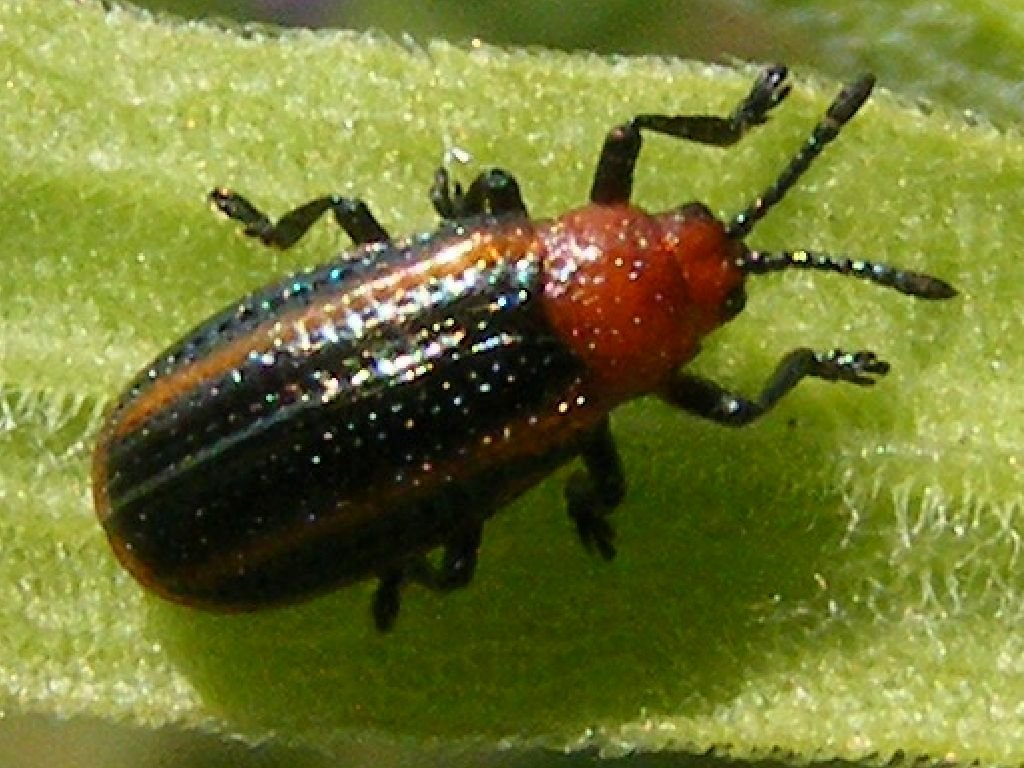
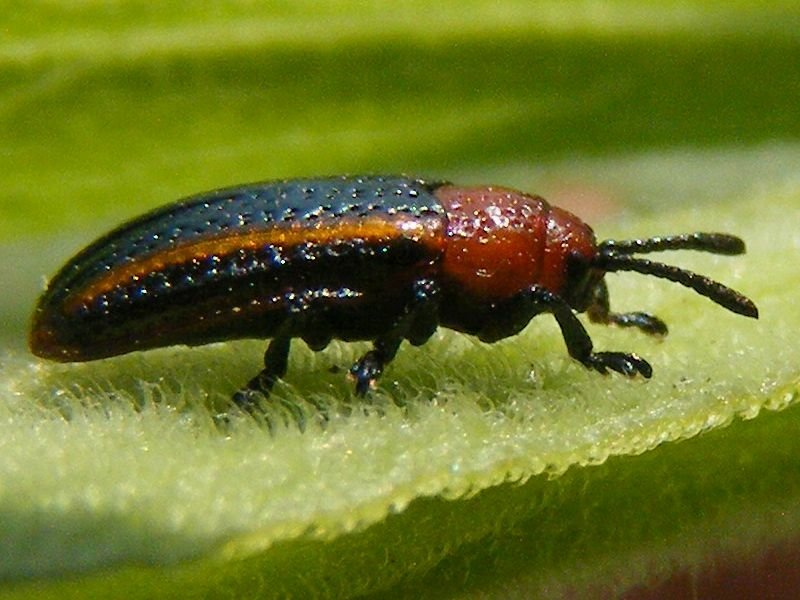
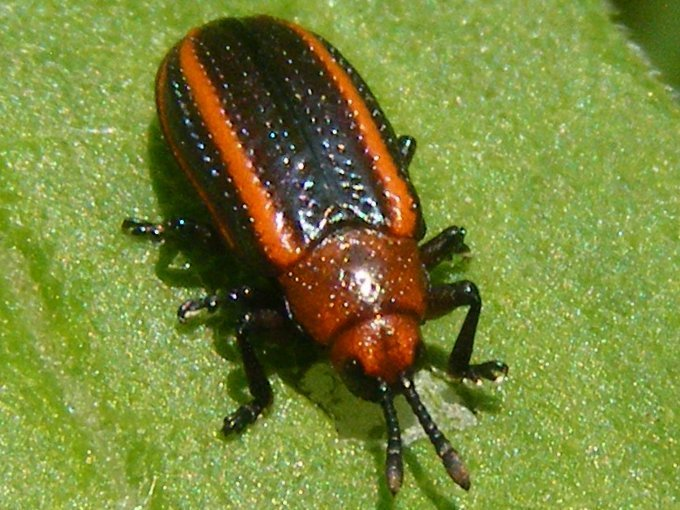